# Pitsiotá
Pitsiotá (Pitsiota) är en ort i Grekland.   Den ligger i prefekturen Fthiotis och regionen Grekiska fastlandet, i den centrala delen av landet, 190 km nordväst om huvudstaden Aten. Pitsiotá ligger 806 meter över havet och antalet invånare är 101.
Terrängen runt Pitsiotá är kuperad. Runt Pitsiotá är det glesbefolkat, med 13 invånare per kvadratkilometer. Närmaste större samhälle är Karpenísi, 15,5 km sydväst om Pitsiotá. I omgivningarna runt Pitsiotá växer i huvudsak blandskog.